# Urbanismo de Miranda de Ebro
Miranda de Ebro extiende su trama urbana en una gran llanura situada entre la vega del río Ebro y el río Bayas. Los principales condicionantes que ha tenido la ciudad para su desarrollo han sido el propio río que le da nombre y el cerro de La Picota. El núcleo primitivo se asentó bajo las faldas de este cerro y no tardó demasiado en cruzar el río mediante un puente; de esta forma surgieron los dos barrios más importantes: Aquende (orilla derecha) y Allende (orilla izquierda). Como la llanura se situaba en la margen izquierda del río Ebro, es Allende el barrio más desarrollado.
En el siglo XIX, el urbanismo mirandés se topó con un nuevo condicionante: el trazado ferroviario. La línea Madrid-Irún cortó el desarrollo por el Norte, mientras que la Castejón-Bilbao dividió la ciudad en dos. Los problemas de ordenación se resolvieron a comienzos del siglo XX con la redacción de un proyecto de ensanche que ha regido la organización de la ciudad hasta nuestros días con pequeñas modificaciones.

## Urbanismo a través de la historia

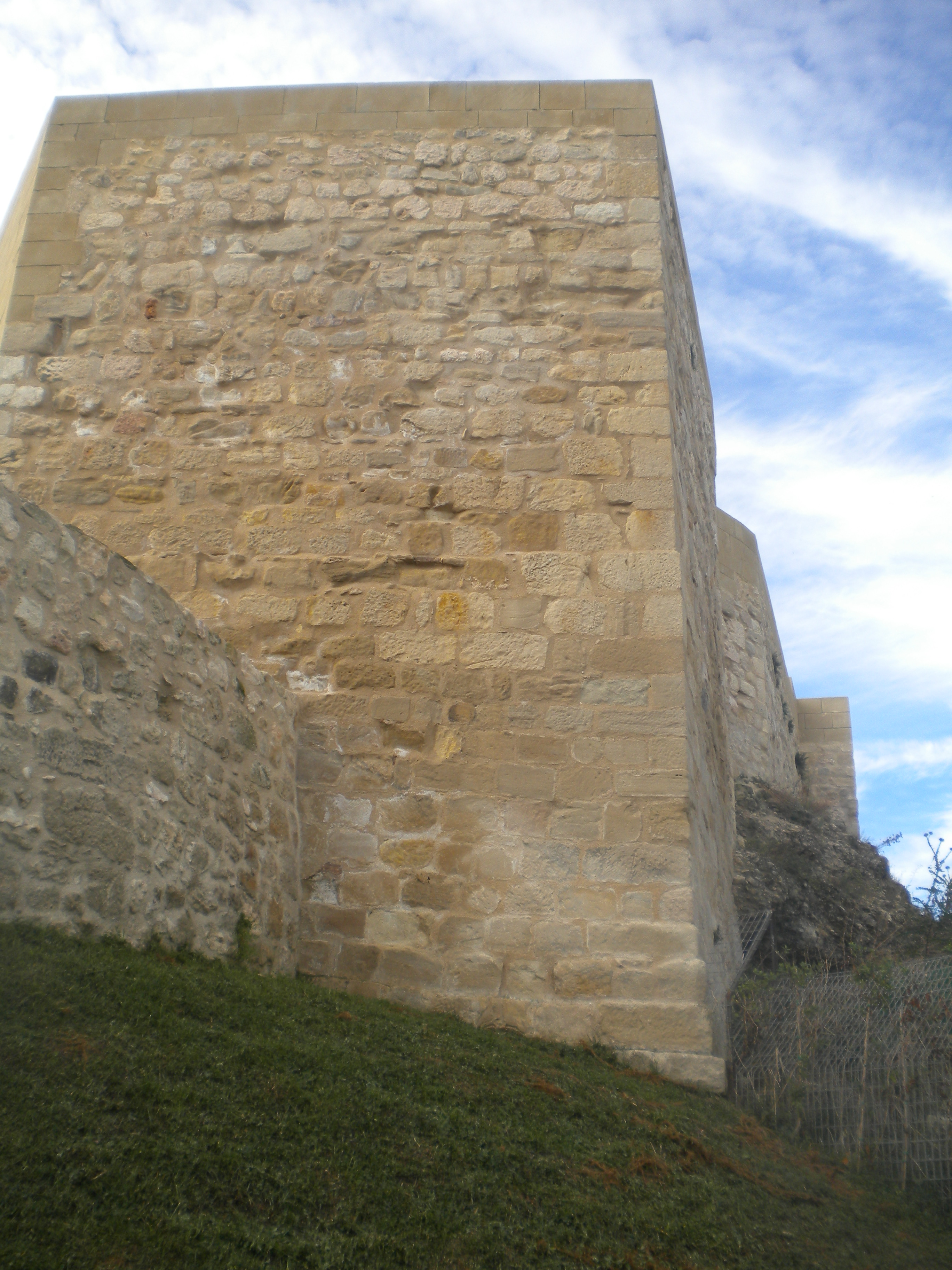
Castillo de Miranda de Ebro.

### El primitivo núcleo
Muy probablemente Miranda de Ebro nació en lo alto del cerro La Picota como una avanzadilla militar durante la reconquista. En realidad no se fundó durante esta contienda, sino que simplemente se repobló. En 1099, Alfonso VI de Castilla otorgó un importante fuero a la ciudad que para entonces ya había descendido del cerro al río, e incluso se construyó con anterioridad un puente. El Fuero de Miranda también cita la existencia de los dos primeros barrios de la ciudad.

la parte de Álava (jurarán) en San Nicolás cerca del puente y los de la tierra de la otra parte del Ebro en San Martín de Miranda que está en lo alto de la villa

### Edad Media

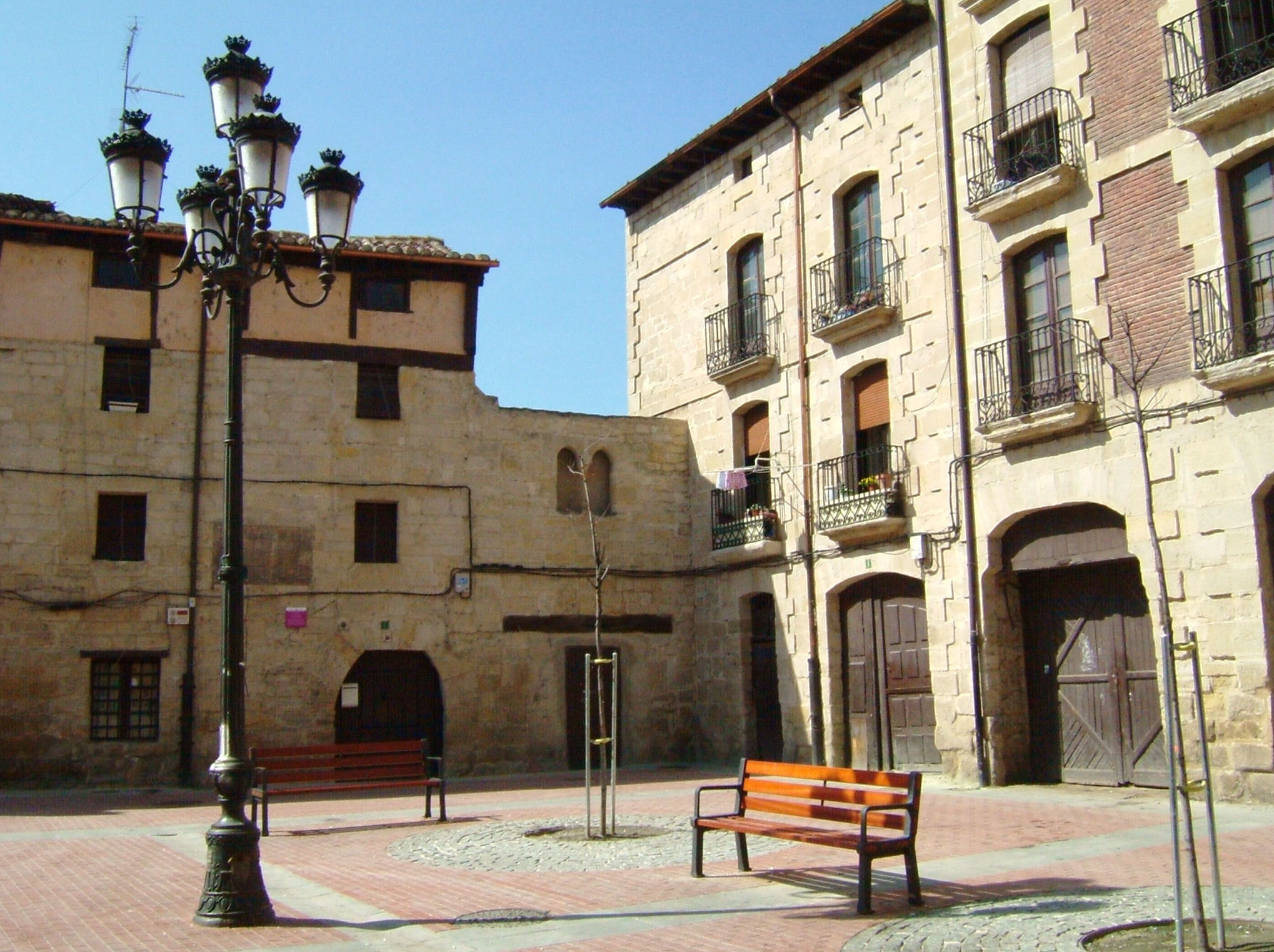
Plaza del Mercado, etapa medieval.

En el fuero de Miranda se citan dos iglesias juraderas: San Martín en Aquende y San Nicolás en Allende, de las cuales solo la segunda llega hasta nuestros días con el nombre de Espíritu Santo. En el barrio de Aquende se ubicaban otras iglesias como la de Santa María en el cerro de la Picota (antes de la construcción del castillo) y la de Santa Petronila, ambas destruidas por el Conde de Salinas. La expansión de la ciudad provocó la construcción de la iglesia de San Juan Bautista en los arrabales de la ciudad. Junto a esta iglesia se abrió una gran plaza donde se celebraba el mercado de la villa y donde además se ubicó la casa del concejo. Tras la expulsión de los judíos en 1492, el concejo se trasladó a la sinagoga de la ciudad situada junto al puente.
En 1358, el conde Don Tello, Señor de Vizcaya, solicitó al obispado de Calahorra el terreno para construir el Castillo de Miranda en lo alto del cerro de La Picota, lugar que estaba ocupado por la primitiva iglesia de Santa María. Sin embargo, la obra de construcción no se inició hasta 1449, cuando Pedro Sarmiento, Conde de Salinas, ocupó la iglesia.
Hubo dos núcleos diferenciados, con sus respectivas iglesias, que con los años se unieron en uno solo mediante su fortificación. La muralla de la ciudad estuvo plenamente consolidada a finales del siglo XIV en Aquende. En 1375 hubo cuatro entradas a la ciudad: las puertas del Puente, Valle, Barribozó y San Juan. La ciudad se componía de estrechas callejuelas paralelas al Ebro y diminutas plazas, todo sin empedrar y con aspecto angosto.
El barrio de Allende durante la Edad Media se organizó alrededor de la iglesia del Espíritu Santo y tuvo una extensión mucho más reducida que Aquende.

### El renacimiento

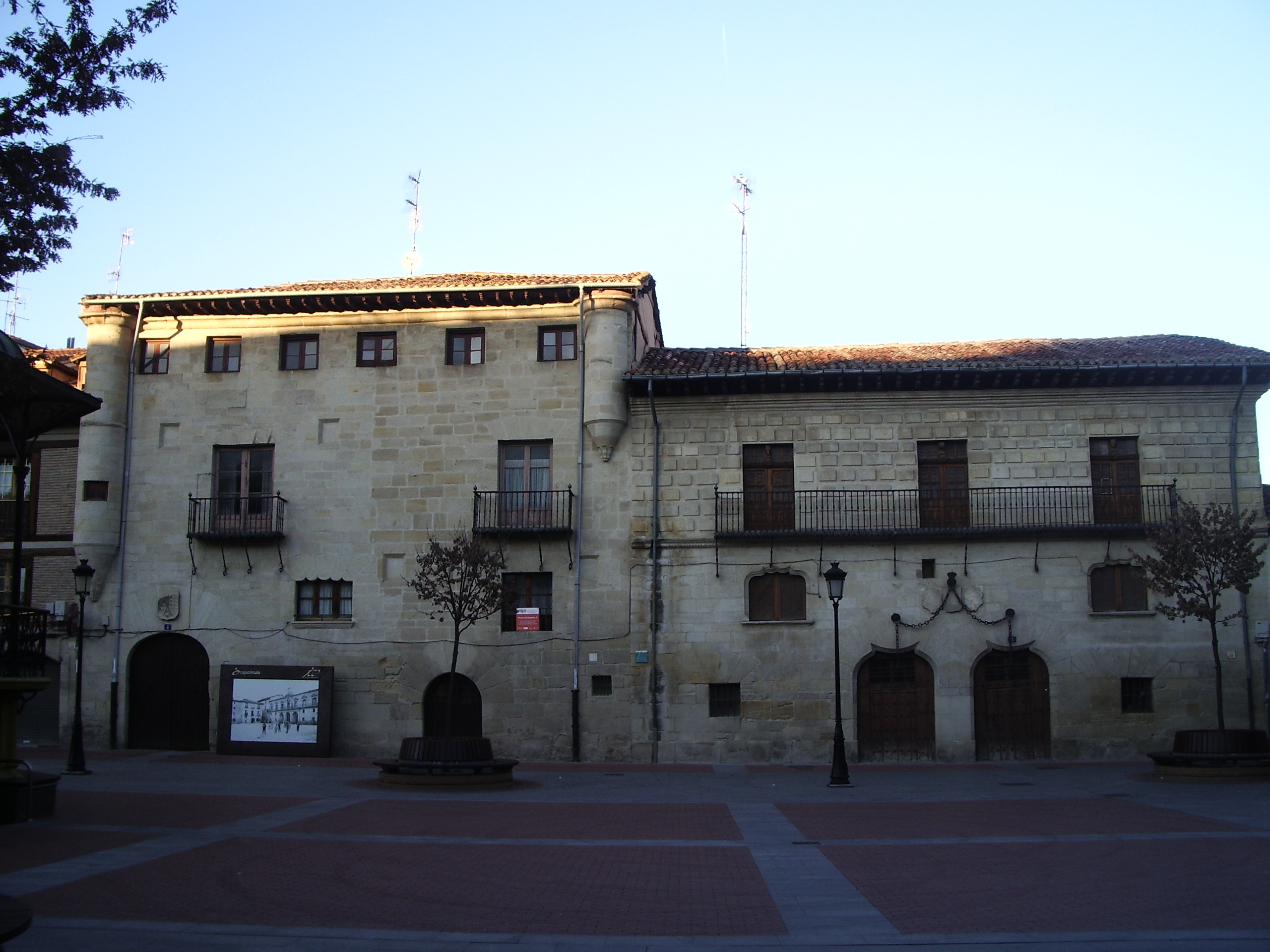
Casa de las Cadenas y Casa de los Urbina, ambas del sigo XVI.

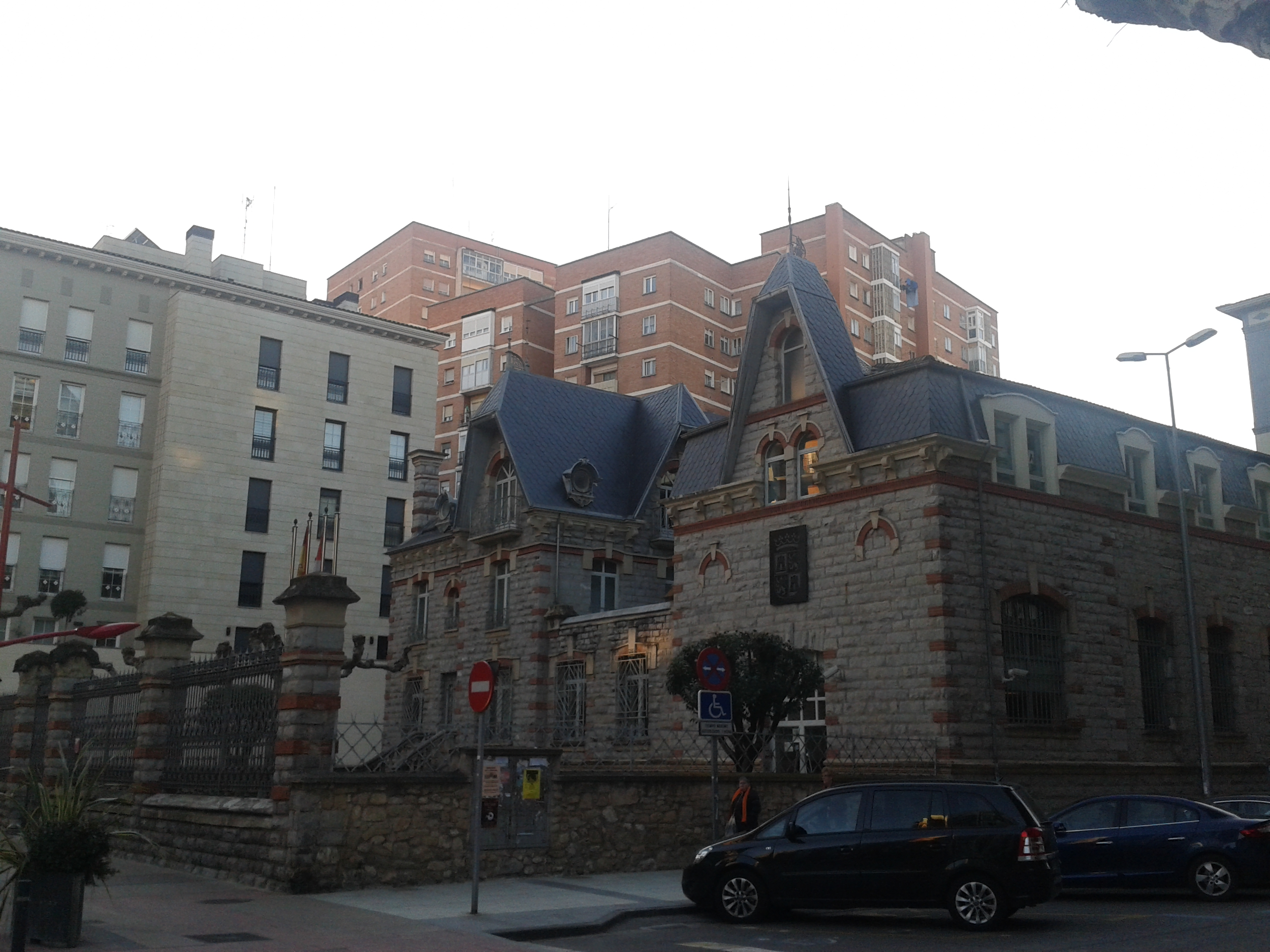
Antiguo monasterio agustino, actual edificio de la Junta de Castilla y León.

El periodo de tiempo comprendido entre el siglo XVI y el siglo XVIII fue el más fructífero de cara al arte, arquitectura, etc. La villa siguió amurallada, aunque hubo ciertos problemas con el mantenimiento de las defensas. A principios del siglo XVI se comenzó la construcción de la iglesia de Santa María de Altamira en el solar que ocupaba hasta entonces el Hospital del Chantre. La primitiva iglesia de Santa María se encontraba en lo alto del cerro La Picota y presentaba estilo románico, pero en 1449, el Conde de Salinas la desmanteló para iniciar la construcción del castillo. El nuevo templo, en pleno corazón de Aquende, se construyó en piedra de sillería y con estilo renacentista. En los años 1570 se inició la construcción del convento de San Francisco (actual Convento de los Sagrados Corazones).
En 1564 las murallas estaban consolidadas y se unieron a las puertas existentes las de Arenal, Santa Lucía y San Nicolás en el barrio de Allende.
En 1581 se construyó una torre en el primer arco del puente desde Aquende en la que se ubicó el ayuntamiento, la casa de justicia y una carnicería. El puente se encontró desde el siglo XVI en un estado lamentable. Constó de siete arcos, tenía un perfil curvo y su calzada era estrecha. Más tarde se construyó una nueva torre en la primera pila de Allende que sirvió de cárcel. En total, todas las edificaciones del puente formaron un auténtico castillo sobre el agua.
A mediados del siglo XVII se construyó la Plaza del Rey (actual Plaza de España). El inicio de las obras fue en 1644 y sus dimensiones eran mucho más reducidas que las actuales. La plaza albergaba fiestas y corridas de toros. Rodeando a la plaza se construyó los mejores edificios de la época: Casa de las Cadenas (1580-1600); la Casa de los Urbina (1540) y la Casa Consistorial (1788), revisada por Ventura Rodríguez. Otro edificio de gran interés es el Palacio de los Gil Delgado-Ocio (1770).
En 1684 se levantó en Allende, muy alejado de la villa, el antiguo Convento de las Agustinas junto al camino hacia Francia. El solar estaba ocupado anteriormente por la ermita de la Magdalena que ya aparecía citada en el fuero.
La fortísima riada de los días 19, 20 y 21 de junio de 1775, se llevó por delante el puente y otras construcciones (entre ellas el ayuntamiento que se ubicaba en una sinagoga junto al viaducto). Miranda necesitó un nuevo puente tras la devastadora riada y el Concejo se puso inmediatamente en contacto con la corte para gestionar la construcción de uno nuevo. El arquitecto elegido fue el riojano Francisco Alejo de Aranguren. La obra comenzó aquel mismo año, un poco más arriba de la ubicación del antiguo puente, y terminó en un tiempo récord: en 1777 el puente ya estuvo listo aunque no fue oficialmente inaugurado hasta 1780. En la entrada de Allende se colocó dos leones esculpidos por el artista alavés Juan Antonio de Moraza en 1778. Uno de los leones sujeta el escudo real mientras que el otro sostiene el de la Ciudad. Se cree que en la entrada de Aquende hubo un par de jarrones de piedra. Se denominó Puente de Carlos III.
En definitiva el modelo de villa siguió el modelo clásico de calles alargadas y estrechas. La altura media de los edificios fue de tres o cuatro plantas incluida la baja. La utilización de la piedra se limitó casi exclusivamente a las plantas bajas y a las fachadas.
El siglo XIX es de vital importancia porque en los años 1860, con la llegada del ferrocarril, el urbanismo se vio muy influido. La Guerra de la Independencia Española dejó la ciudad muy deteriorada y fue el momento en el que se demolieron las puertas de la muralla para utilizar sus piedras en la reconstrucción de otros edificios (en concreto el cementerio). El 20 de febrero de 1815 se acuerda derribar la puerta de San Joseph y el 13 de marzo de ese año las de San Juan y San Francisco.

### El ensanche de Keller

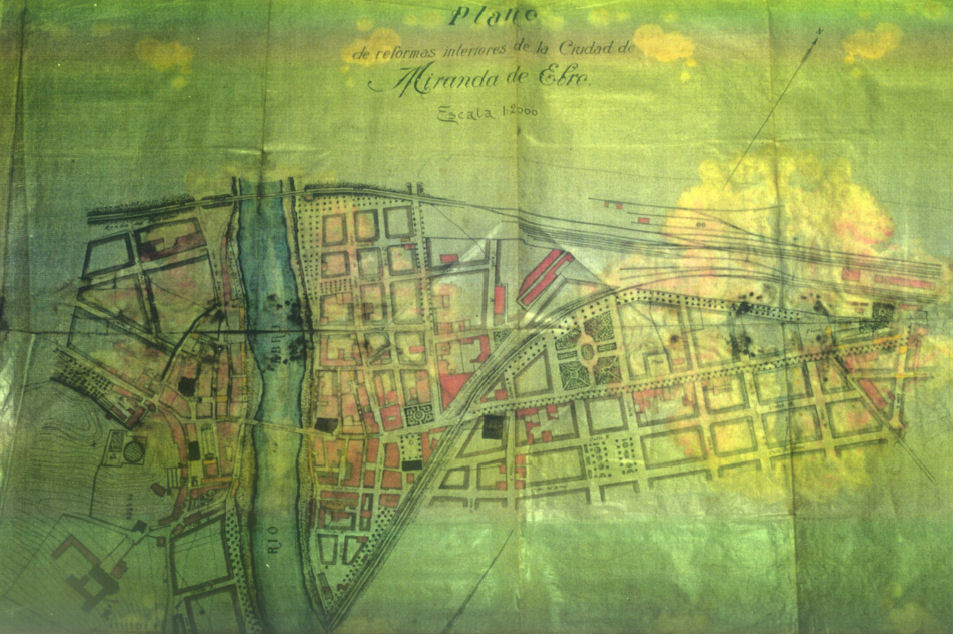
Plano de Reforma y Ensanche de Federico Keller (1903).

Desde 1903, Miranda de Ebro contó con un ensanche diseñado por Federico Keller que organiza las calles de una red ortogonal, de modo similar al ideado por Ildefonso Cerdá para la ciudad de Barcelona. Para romper la monotonía, Keller decidió crear algunas plazas circulares y puntos de reunión de la población. La retícula ideada constó de manzanas rectangulares y se propuso que en las calles estrechas (menos de 12 metros) los esquinas estuviesen rematadas en chaflán o redondo. En 1912, el ayuntamiento aumentó el presupuesto de la ciudad a más de 100.000 pesetas, una cifra que jamás se había logrado anteriormente, y en 1915 aumentó en 200.000 pesetas. Este aumento en el presupuesto municipal quedó reflejado en las nuevas infraestructuras que Miranda ganó a comienzos de siglo: alcantarillado público, asfaltado de calles, matadero, un parque en el centro, la alhóndiga y otras muchas mejoras que convirtieron a Miranda en una ciudad bien equipada.
En 1908 se inauguró la plaza de toros cuya capacidad era de 5.000 espectadores. Fue construida con las piedras del desmantelado castillo de la ciudad. Otro de los recintos inaugurados en esta época destinados al entretenimiento fue el Teatro Apolo que abrió sus puertas el 4 de octubre de 1921 y la primera obra en representarse fue El genio alegre de los Hermanos Álvarez Quintero. Al año siguiente se estrenó el cine Novedades.

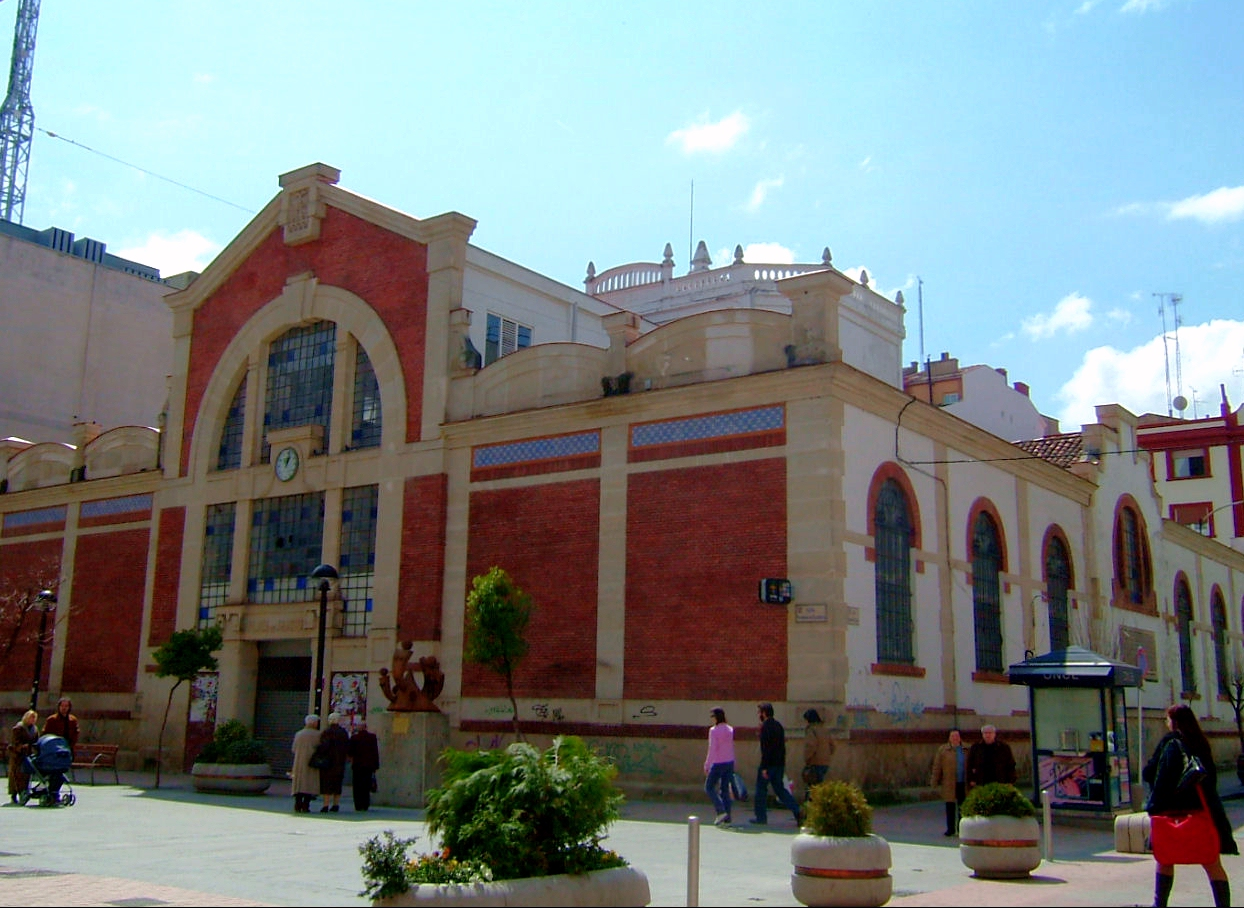
Plaza de Abastos (1917).

Aunque el aumento de población durante la II República no fue tan intenso, no significa que no avanzase. Durante los años de la república, Miranda se dotó de un Centro de Higiene Rural, un Instituto Técnico de Segunda Enseñanza, la Plaza de Abastos, una estafeta de correos, un juzgado de Primera Instancia, etc. Todas estas infraestructuras, junto con la industria, hicieron que Miranda se convirtiese en el referente de la comarca y en un lugar donde buscar empleo para salir del mundo rural.
En la segunda mitad del siglo XX el urbanismo se vio dirigido por los planeamientos. En 1962 el ayuntamiento aprobó la redacción del primer Plan General de Ordenación Urbana, aunque no fue hasta 1968 cuando entró en pleno vigor. En 1977 entró a funcionar el Plan Especial de Reforma Interior del Casco Actual Allende. En 1983 se aprobó definitivamente el Plan Especial de Reforma Interior del Casco de Aquende. En 2005 se aprobó el último Plan General de Ordenación Urbana.
El último cuarto del siglo XX en Miranda de Ebro estuvo marcado por el desvío de la línea férrea Castejón-Bilbao que dividió a la población en dos durante más de un siglo. En 1987 pasó el último tren por el centro de la ciudad y en la zona ocupada por las vías se construyó una moderna avenida llamada Ronda del Ferrocarril. El nuevo trazado ferroviario discurre hoy día por un túnel excavado en el cerro de La Picota. También se avanzó el materia dotacional con la construcción de un polideportivo, la Casa Municipal de Cultura, etc.

### Industrialismo
Durante la segunda mitad del SXX se produjo un boom industrial en la ciudad, con llegadas de empresas como FEFASA. De dicha época hay grandes exponentes arquitectónicos como el Instituto de Enseñanza Secundaria Fray Pedro de Urbina, la Iglesia de San Nicoás de Bari o la Iglesia de Nuestra Señora de Los Ángeles, establecida en una urbanización de tipo ciudad-jardín construida por la propia empresa FEFASA para dar casa a los trabajadores de su fábrica papelera.

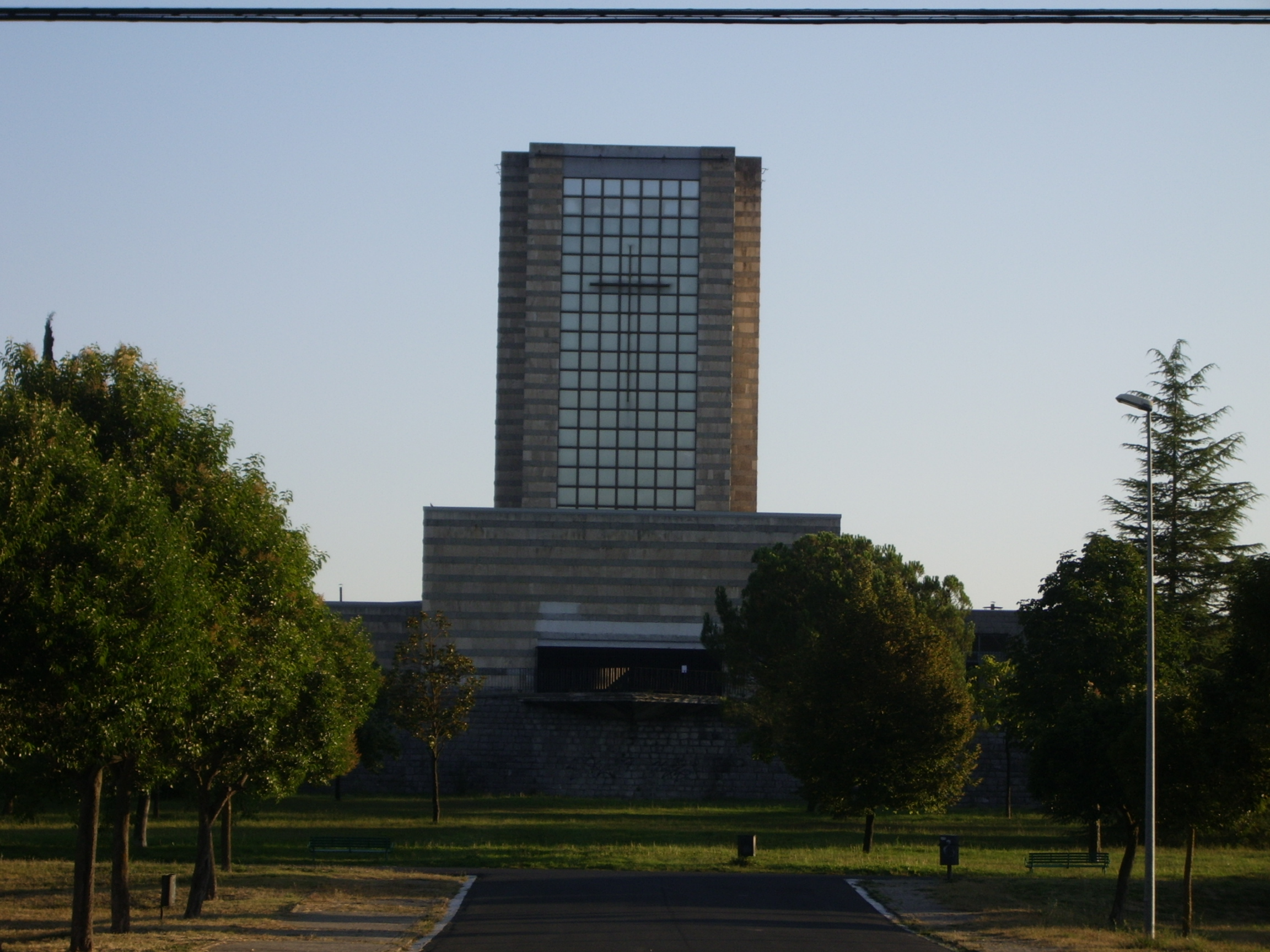
Iglesia de los Ángeles
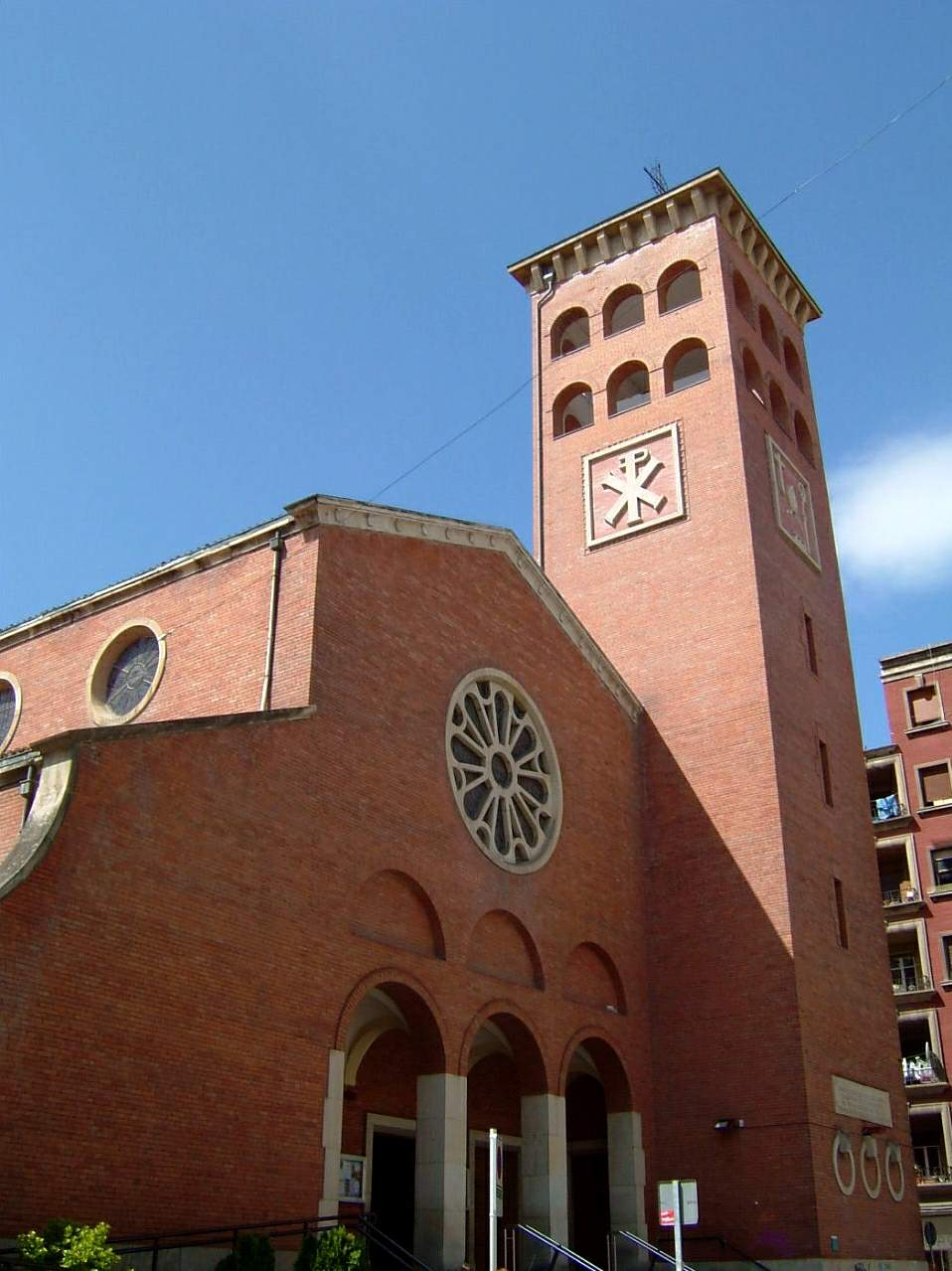
Iglesia de San Nicolás
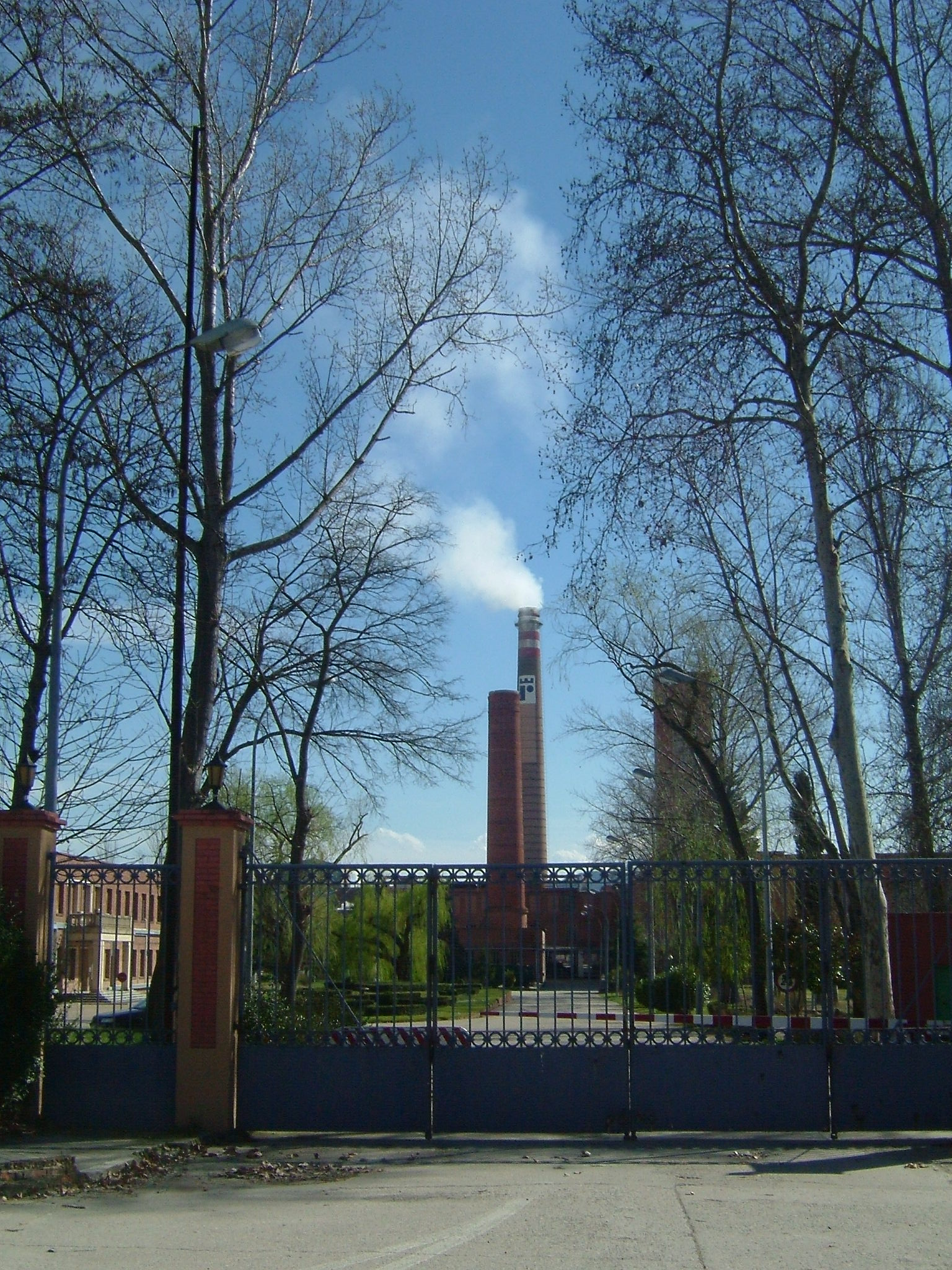
Antigua fábrica papelera
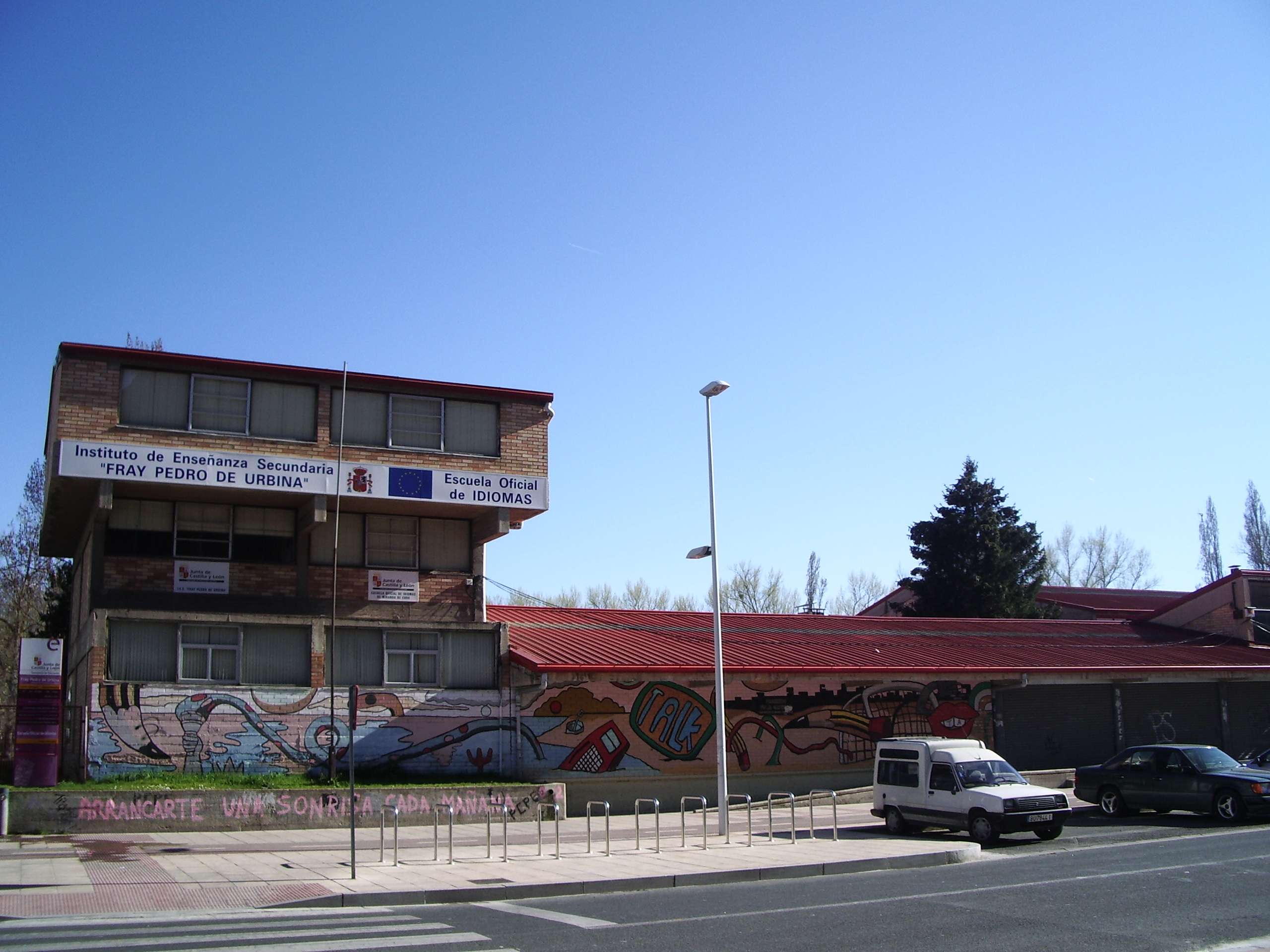
Instituto Fray Pedro de Urbina

### Proyectos
La llegada de un nuevo siglo también marcó un nuevo planteamiento a la hora de construir en la ciudad. A diferencia del ensanche tradicional mirandés del siglo XX, en las últimas ampliaciones de Miranda de Ebro se contempló numerosas plazas públicas, parques y zonas verdes así como numerosos equipamientos. También se actuó de forma radical en el centro de la ciudad peatonalizando parte de las principales avenidas del ensanche.
Algunas de las futuras edificaciones clave en el urbanismo de la ciudad en el siglo XXI será la creación del primer museo de la ciudad, cuyo inicio de las obras está previsto en 2009. El futuro museo recogerá la historia mirandesa de un modo dinámico y además albergará el archivo histórico de la ciudad. El edificio escogido es la llamada Casa de Don Lope, un caserón neoclásico del siglo XVIII y al que se le unirá otro edificio vanguardista de un color rojo intenso que pretende ser el referente visual desde el Ebro. Otro edificio singular será el Hangar de las Artes o Hangar de Arte Joven que se prevé su construcción a partir de septiembre de 2008. Será un centro de referencia de las artes plásticas a nivel nacional. En este nuevo centro, que se ubicará junto al albergue Fernán González, los jóvenes talentos podrán desarrollar sus facultades artísticas. Además será la sede de la Fundación Arte Joven de Castilla y León. 
De vital importancia será la ampliación del suelo industrial de Miranda de Ebro para incrementar el crecimiento económico de la ciudad. En 2010 se inauguró una nueva zona industrial, el Parque Empresarial de Ircio, uno de los más extensos de Castilla y León.

### Citas

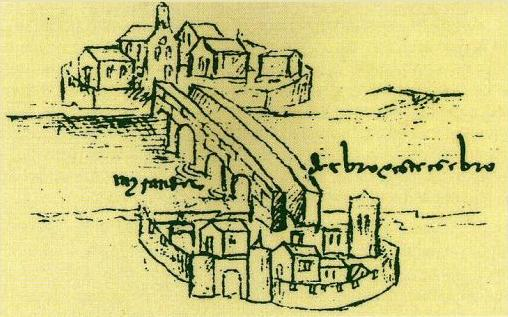
Representación de la villa y fortaleza de Miranda entre 1487 y 1497.

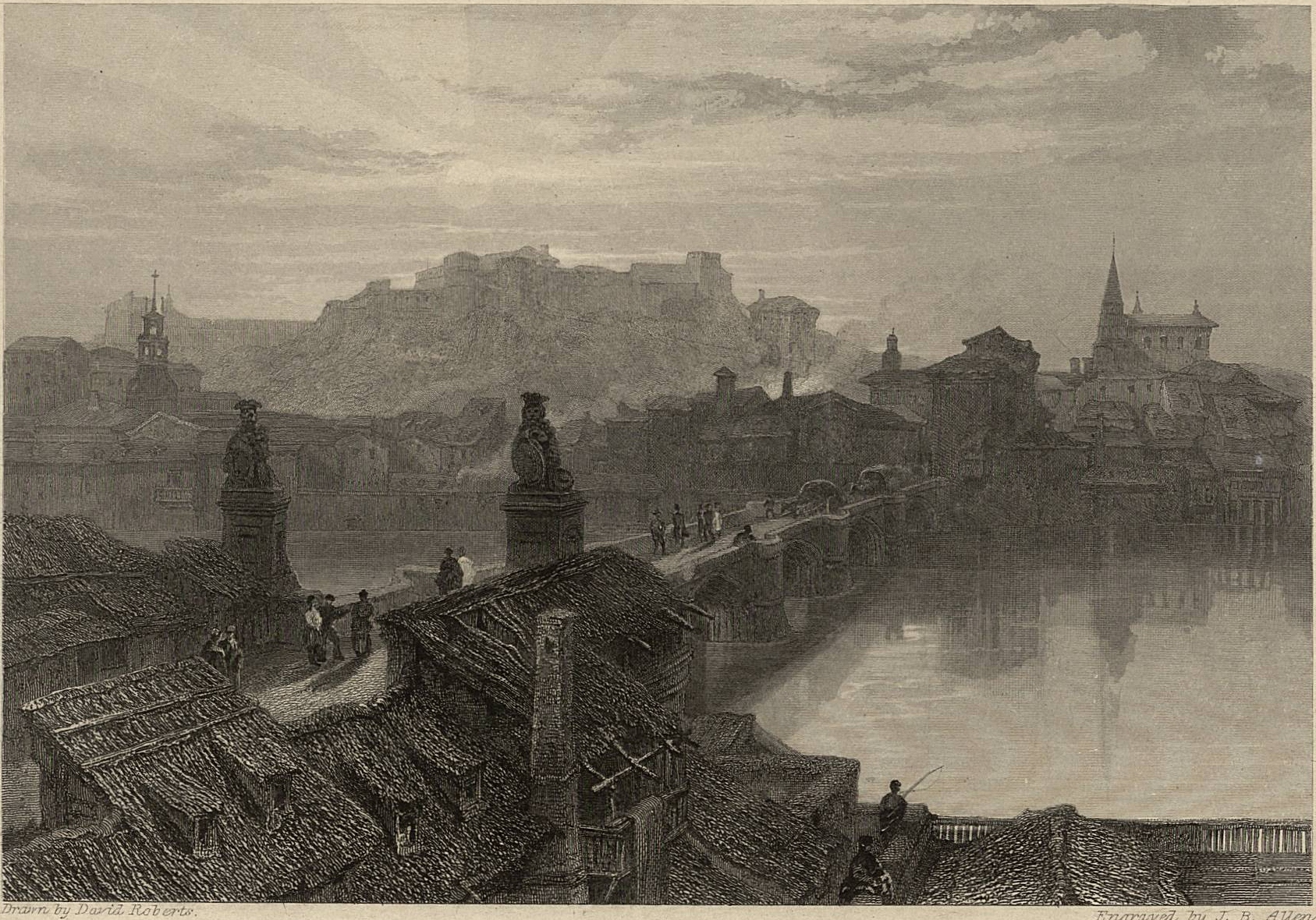
Grabado de 1836.

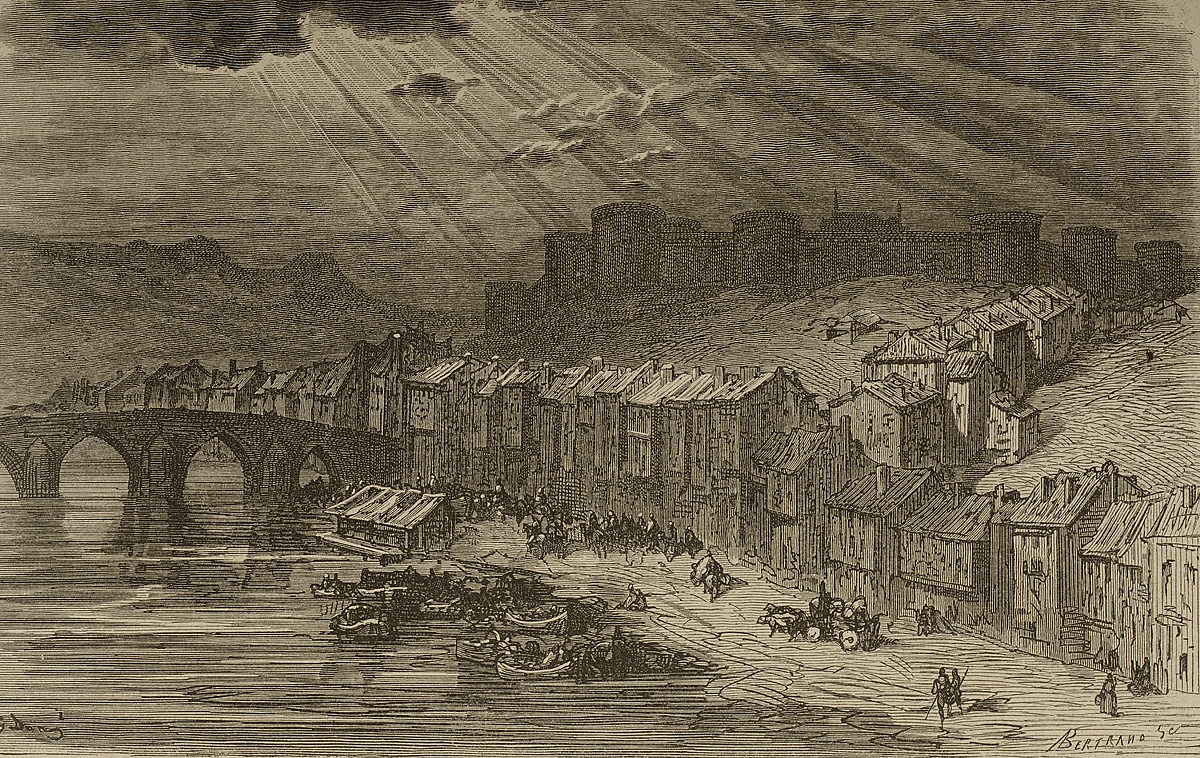
Grabado de Miranda de Ebro realizado en 1862. Se aprecia el puente medieval anterior al de 1777.

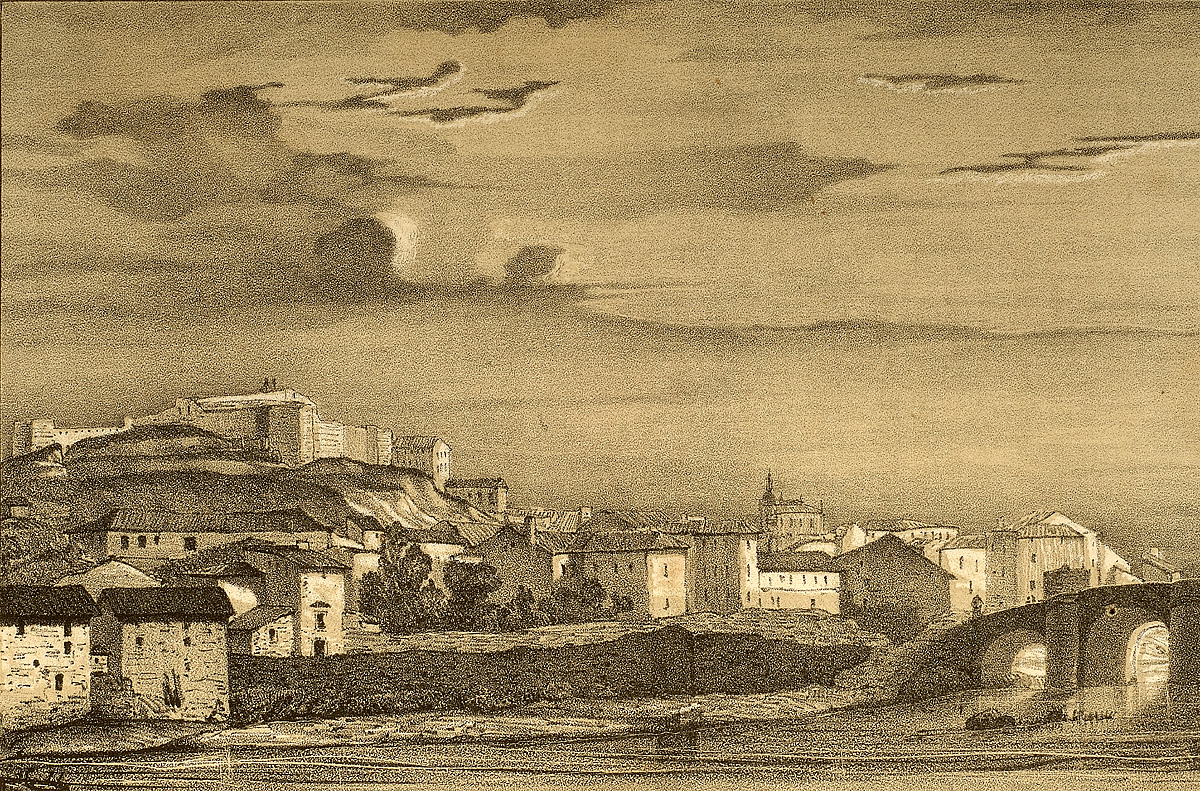
Grabado de Miranda de Ebro hacia 1846.

A lo largo de la historia, diversos personajes han dejado su impresión sobre la ciudad. Gracias a estas pequeñas anotaciones se puede establecer como fue la ciudad en otros tiempos. El primer dato sobre el aspecto urbano de Miranda de Ebro data del 20 de mayo de 1524, y dice:

[...] es un bello lugar y apacible para la población que tiene; las calles son hermosas y embaldosadas y las casas son buenas [...] saliendo por un hermosísimo puente hacia Armiñón
Magnífico Micer Andrés Navagero

Entre 1679 y 1681, la Condesa de D'Aulnoy realizó un viaje por España, y al llegar a Miranda escribió algunas notas:

es un pueblo grande o una villa pequeña. Hay allí una gran plaza adornada de fuente. El río Ebro, que es uno de los más considerables de España la atraviesa; se ve sobre lo alto de un monte el castillo con varias torres. Parece de alguna defensa y sale una fuente tan caudalosa de una roca sobre la que está construido que desde su fuente mueve varios molinos. Por lo demás no noté nada que merezca seros escritos.
Condesa de D'Aulnoy 

El Archivo Municipal de Miranda de Ebro posee un documento de 1719 en el que comenta:

hay un inventario de las instalaciones de la villa. Puente, casa del concejo, carnicería, escuela de niños, aula de gramática, cinco molinos, dos hospitales, una fuente, cuatro conventos, un castillo, treces mesones, catorce posadas de caballería, veintidós casas arruinadas de mayorazgo y demás edificios habitados en buenas condiciones.

Antonio Ponz comentó en su libro Viaje fuera de España de 1785:

[...] la circunstancia de haber llegado algo tarde a Miranda, y la precisión de salir temprano el día siguiente, no me dieron lugar para reconocerla sino muy por mayor. Logra la comodidad del Ebro que pasa junto a la villa con un gran puente de ocho ojos entre la misma y el arrabal. Me pareció población igual a Pancorvo, con muy buena campiña y dos parroquias.
Antonio Ponz

Existe un documento llamado Descripción sucinta de Miranda de Ebro de Cantabria fechado en 1787 y que probablemente escribió un clérigo de la parroquia de Santa María. Es el primer intento de hacer una reseña histórica de la ciudad, y tras hacer un repaso por la historia mirandesa, dice:

[...] hay médico, cirujano, dos boticarios, maestro de primeras letras y estudio así como estafeta con dos oficiales, una tenería, tres lonjas, algunas tiendas, veinticuatro artesanos, dos estancos de tabaco y las tabernas de vino, abacería y carnicería comunes [...]

En el Diario de Gaspar Melchor de Jovellanos, en el día 31 de agosto de 1791 se cita a la ciudad y se dice: 

[...] viene corriendo este río (Ebro) de derecha a izquierda, casi Norte-Sur, y se pasa por un puente. Antes de llegar, como un cuarto largo de legua, se está acabando un monumento de buena arquitectura. Es una pirámide sobre cuatro frentes, cortada en la cúspide, con alguna escultura e inscripción en las dos direcciones del camino, que no pude ver; acaso es el divisorio de Alava y Castilla. Castillo de Miranda, derrotado.

Richard Ford fue sin embargo muy crítico en su Manual para viajeros por España que data de comienzos del segundo tercio del siglo XIX (1844). Comentó:

Miranda carece por completo de interés, tiene 2500 habitantes una antigua iglesia con portal delante y que por ella se cruza el Ebro a través de un buen puente que abre paso a las provincias vascas siendo frontera fiscal de Castilla y por ello están aquí instaladas las oficinas de aduana.

En 1850, Pascual Madoz comentó en su Diccionario Geográfico-Estadístico-Histórico de España y sus posesiones de ultramar:

Población enteramente circundada por una cerca aspillerada que presenta tres lineas de defensa

Y como referencia a la estación de ferrocarril de Miranda de Ebro, en el año 1878, un viajero que llegó en tren comentó que en Miranda hay 700 casas de las cuales 200 eran de construcción moderna, haciendo hincapié en la reciente construcción de la estación ferroviaria: 

Situada a medio kilómetro del pueblo, es indudablemente la mejor de dicha línea.

## Arquitectura monumental

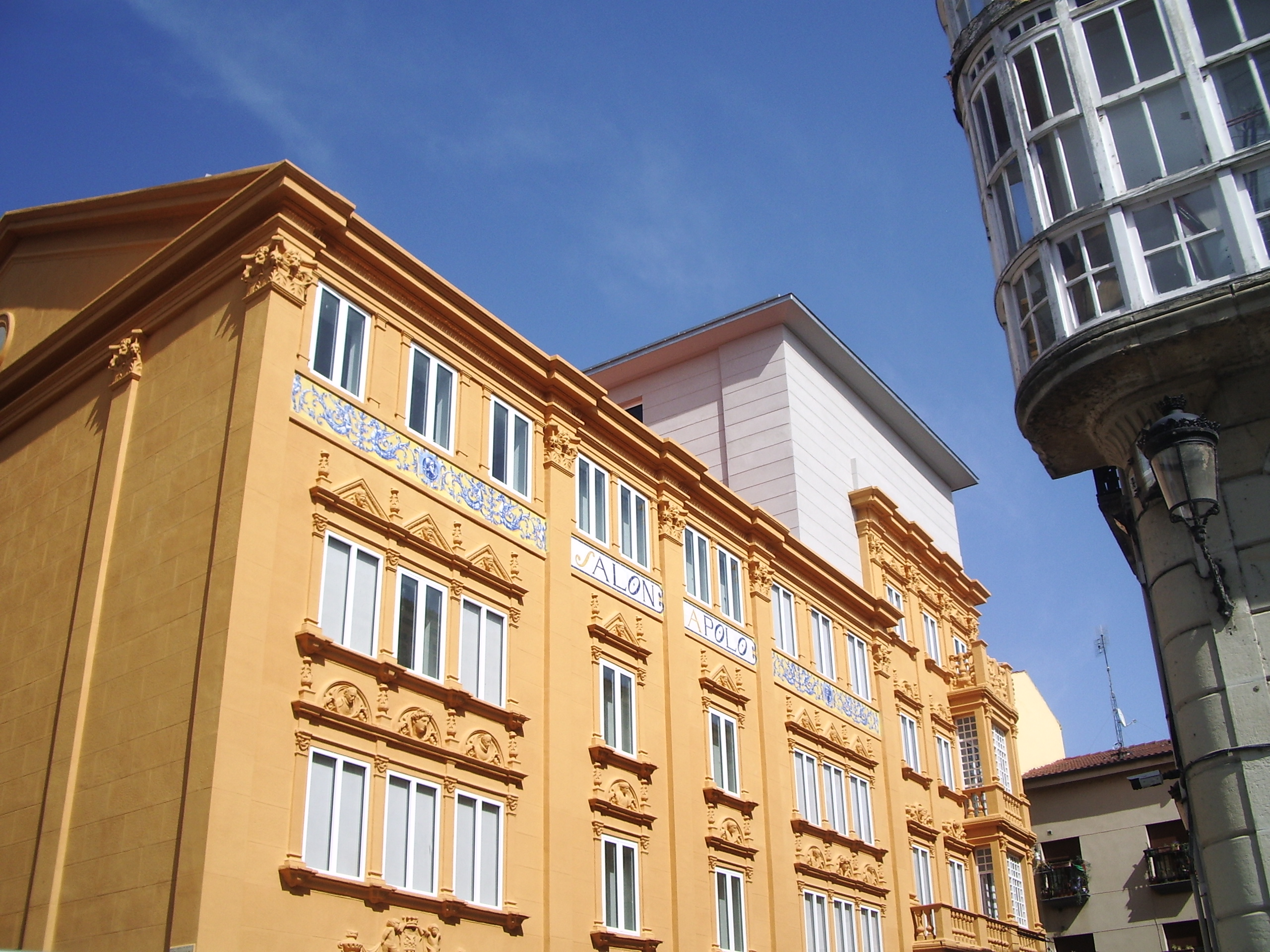
Teatro Apolo, de estilo neoclasicista.

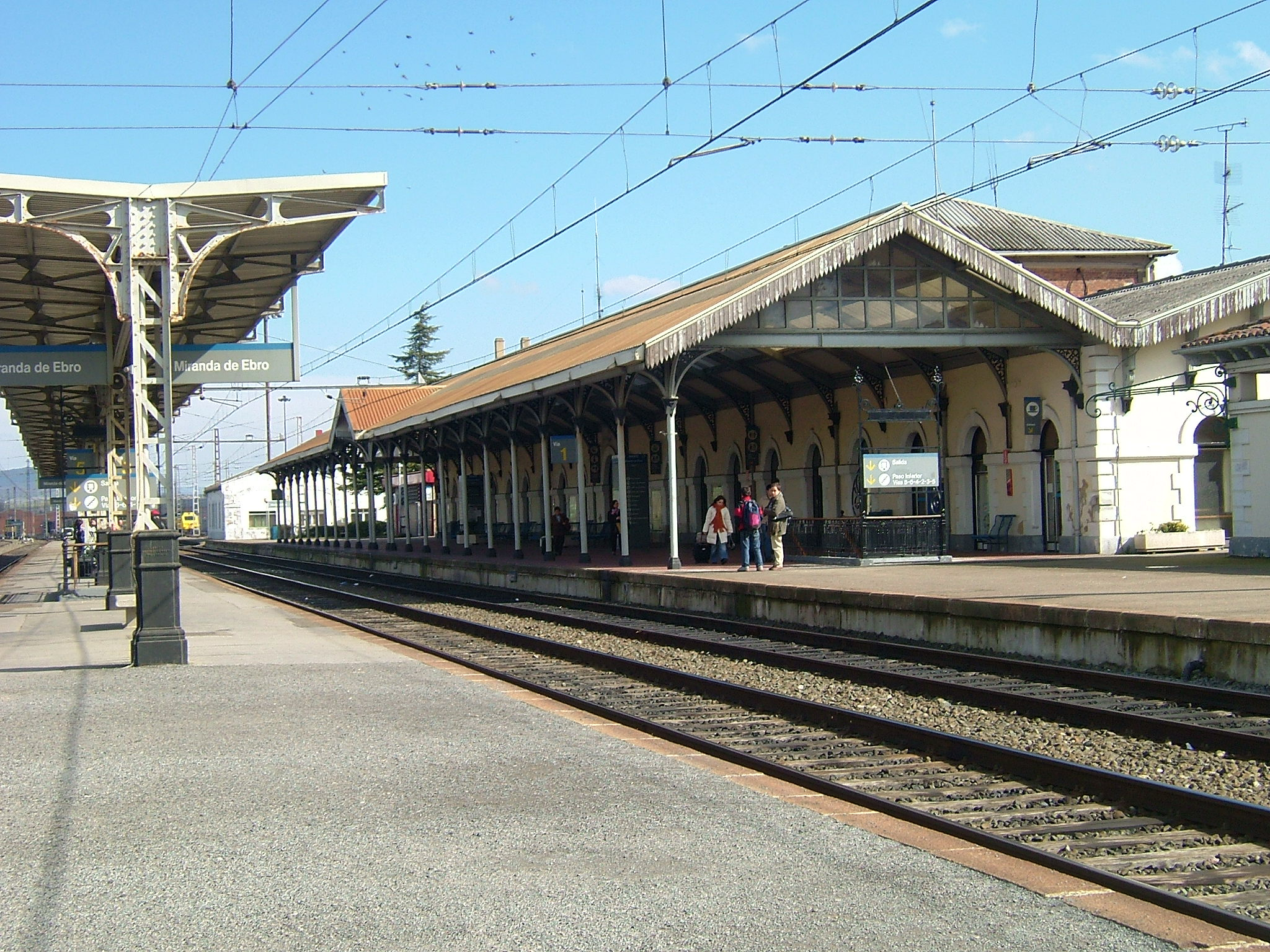
Estación de ferrocarril de Miranda de Ebro.

### Edificios civiles
- Puente de Carlos III: Construido en 1777 bajo la dirección de Francisco Alejo de Aranguren, consta de 6 arcos y cuenta con tajamares a ambos lados para disminuir el impacto de las aguas. Dos leones custodian el puente desde 1786, obra del escultor alavés Juan Antonio de Moraza; uno de ellos sujeta el escudo real y el otro el de la Ciudad.[18]
- Casa Consistorial: La actual casa consistorial se levanta en la Plaza de España desde 1788. El edificio es obra de Francisco Alejo de Aranguren y está revisado por Ventura Rodríguez. Se trata de un edificio de estilo neoclásico, construido en sillería. Los vanos del piso superior se rematan con frontones triangulares y semicirculares de forma alternativa.[35]
- Casas Solariegas: Varios palacetes salpican el casco antiguo de Miranda de Ebro. Destaca la Casa de las Cadenas del siglo XVI. En ella se hospedó Napoleón Bonaparte y el rey Fernando VII de España, que en 1828 colocó unas cadenas como recuerdo de su estancia. Otro edificio notable es la Casa de los Urbina, también del siglo XVI, en el que destacan sus cubos defensivos. En ella se hospedó el rey Felipe IV de España, en su camino a Francia, y Margarita de Saboya, virreina de Portugal donde además falleció en 1655.[36]
- Estación de Ferrocarril: Construida en 1862 por el arquitecto inglés Charles Vignoles, se trata de una de las estaciones más antiguas del norte de España.[28] En ella confluyen la línea Madrid-Irún y Castejón-Bilbao. De estilo victoriano destacan sus marquesinas cuyo hierro fue fundido en los talleres londinenses Frederick Braby.[37]
- Teatro Apolo: Singular edificio construido en 1921, es obra del arquitecto riojano Fermín Álamo. Destaca su decoración historicista como demuestran los bustos erigidos en las ventanas y la ornamentación vegetal. El edificio colindante es del mismo estilo y se unirá al teatro tras su rehabilitación iniciada en 2010 y que durará hasta 2013.[38]
- Ruinas del Castillo: Del castillo de Miranda tan solo se conservan algunas murallas. Fue construido en el siglo XIV por el Conde Don Tello. Se mantuvo operativo hasta el siglo XIX durante las Guerras Carlistas. A comienzos del siglo XX se desmanteló y rellenó de tierra, y muchas de sus piedras sirvieron para construir la ya desaparecida plaza de toros.[39]
- La Picota: Esculpido en 1569 por el maestro local Maese Miguel de Aguirre, se trata del "rollo de la villa", símbolo del poder judicial.[40]

### Edificios religiosos

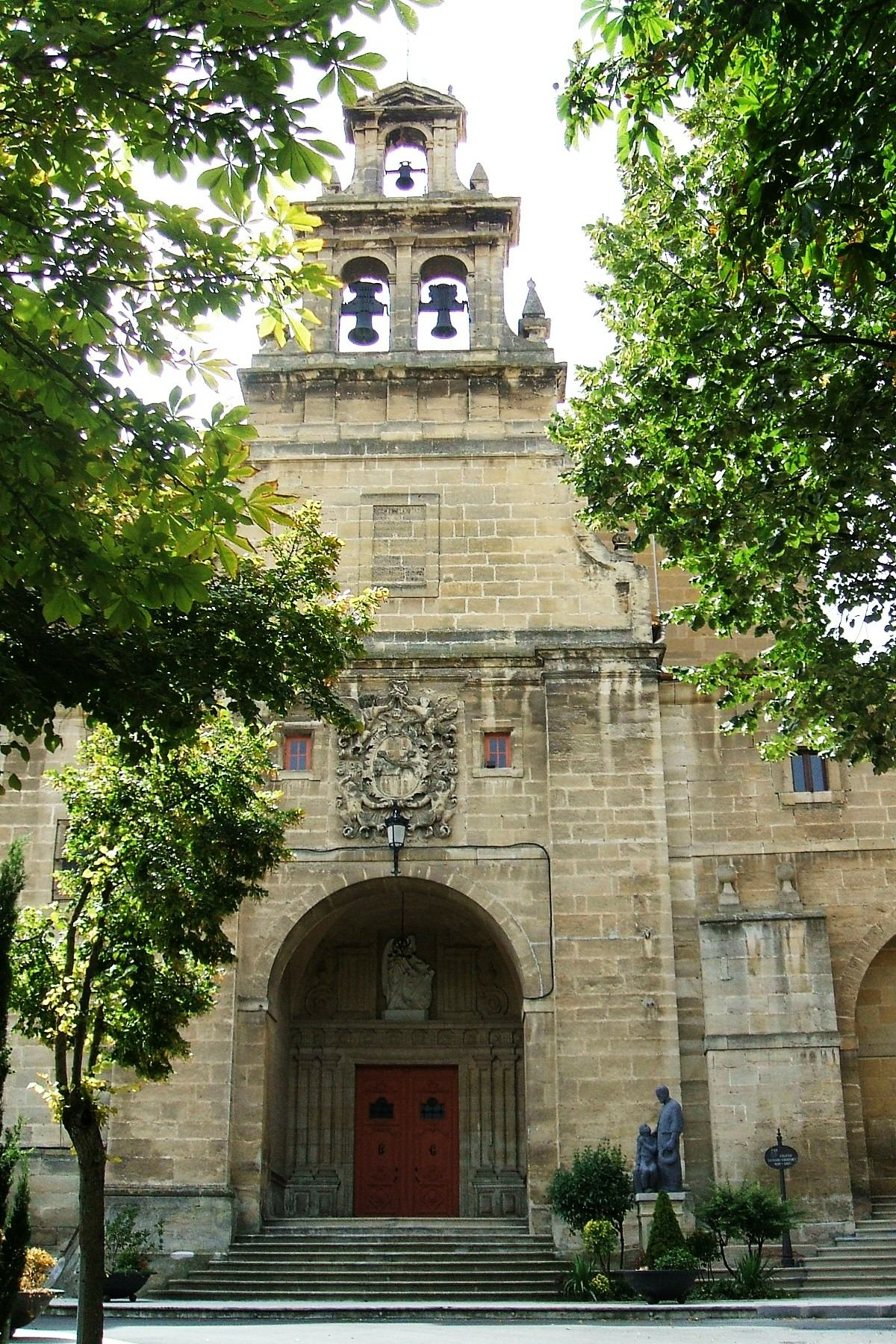
Iglesia de los Sagrados Corazones.

- Iglesia del Espíritu Santo: Antiguamente se la conocía bajo la advocación de "San Nicolás". Se trata de un templo de naturaleza románica que ya es mencionado en el Fuero de Miranda de 1099. Su portada y su ábside son del siglo XIII y su reducida nave gótica del siglo XVI. Antes de la guerra civil (mayo de 1936), sufrió importantes daños y desde su rehabilitación se la denomina, del Espíritu Santo.
- Iglesia de Santa María: Construida en el siglo XVI, su estilo está a camino entre renacentista y gótico tardío. En su interior descansa el cuerpo momificado de Pascual Martínez "El Chantre".[41]
- Iglesia de los Sagrados Corazones: Situada en el antiguo Convento de San Francisco, la iglesia fue construida en el siglo XVI.[13] Destaca su espadaña de estilo barroco construida en 1693.
- Antigua iglesia de San Juan: Oculta entre las casas, la antigua iglesia de San Juan se encuentra en ruina desde 1875. A pesar de ello, en su interior se conservan las naves principales decoradas con una cuidada policromía, la pila bautismal y los ventanales ojivales polilobulados.[42]
- Iglesia de San Nicolás: Construida en 1945, su proyecto quedó segundo en el Certamen Nacional de Arquitectura de aquel año.[43] Consta de tres naves de aspecto basilical, ábside y un gran rosetón en su portada. En su interior destacan los grandes lienzos adheridos a la pared del ábside pintados por Manuel Navarro y su hermano.

### Otros lugares de interés
- Plaza de Abastos: Inaugurada en 1917, se sitúa en pleno centro. Destaca la solidez del conjunto y su cierto acabado islámico.[44]
- Antiguo Convento de las RR.MM. Agustinas Recoletas: La familia Troconiz construyó en 1911 un chalet de aires norteños, posteriormente lo vendió a las RR.MM. Agustinas Recoletas que lo ampliarían en 1950 con una capilla de similar estilo. Destaca su torreón piramidal y su fachada de piedra almohadillada. Desde 1998 pertenece a la subdelegación de la Junta de Castilla y León.[45]

## Barrios
Miranda de Ebro cuenta con 13 barrios:
- Aquende: También llamado Casco Viejo. En él surgió el primer asentamiento de la ciudad. Situado en la orilla derecha del Ebro y en las faldas del cerro La Picota, aún conserva su sabor medieval. En él se ubica el Ayuntamiento, el Teatro Apolo, el convento de San Francisco, así como numerosos palacetes e iglesias. Sus calles son largas y estrechas, y es la zona de ocio más importante de la ciudad, sobre todo los fines de semana.
- Allende: Es el segundo barrio más antiguo de la ciudad tras el Casco Viejo. Está situado en la margen izquierda del río Ebro y surgió tras la construcción de un puente sobre el mismo. Se trata de un barrio residencial cuya arquitectura data de finales del siglo XIX y principios del XX. En este barrio se sitúa la iglesia del Espíritu Santo.
- Anduva: Barrio surgido en la segunda mitad del siglo XX. Eminentemente residencial, destacan sus edificios en torre y sus numerosos equipamientos (colegios, iglesia, centros deportivos, culturales,...). El topónimo Anduva es de origen medieval vasco.
- Barriada de San Juan: Barrio obrero construido en la primera mitad del siglo XX donde habitaban los trabajadores del antiguo matadero municipal.
- Bardauri: El barrio de Bardauri se ubica a dos kilómetros de la ciudad. Su nombre proviene del euskera. En Bardauri está la iglesia de Santa Marina del siglo XII.
- Bayas: El barrio se sitúa a las orillas del río que le da nombre, el río Bayas. Su aspecto es todavía el de un pueblo aunque a escasos metros se sitúa el Polígono Industrial de Bayas y el Pabellón Multifuncional de Bayas. La mejor muestra de arte en Bayas es la iglesia de Santa Ana de los siglos XVI-XVII.

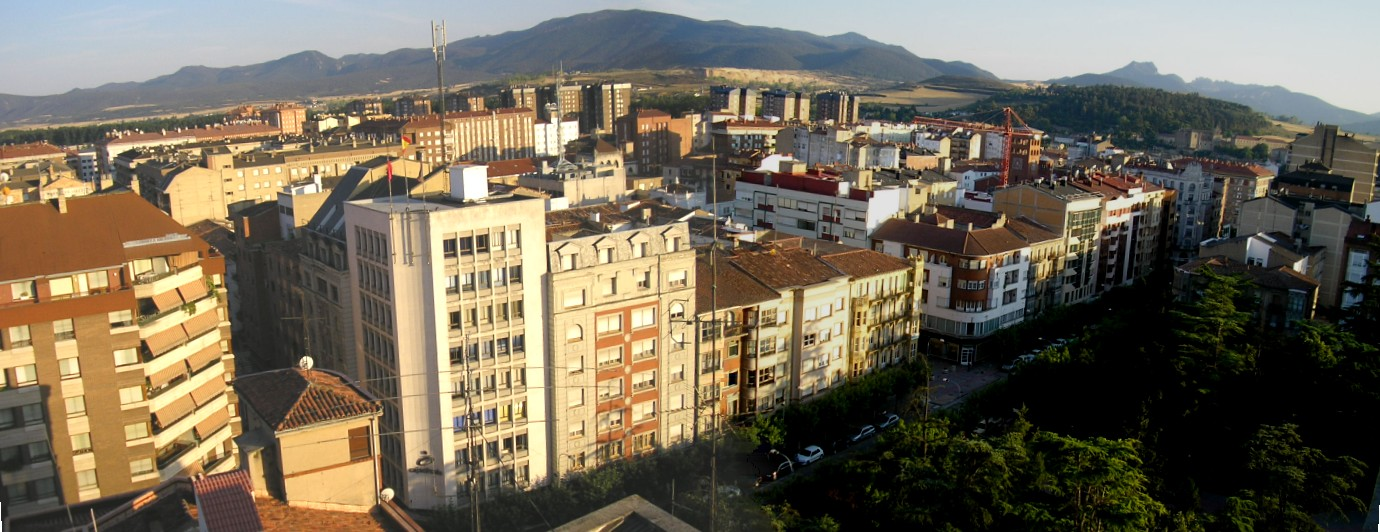
Panorámica del ensanche de la ciudad.

- Ensanche: Es el barrio más extenso y densamente poblado de la ciudad. Tiene un marcado carácter comercial y residencial. Nace a comienzos del siglo XX con la reforma llevada a cabo por Federico Keller. Posee un típico plano ortogonal que organiza las manzanas en cuadrícula y las calles perpendiculares; de manera similar, guardando las distancias, al ensanche de Barcelona. Tiene como eje central la calle La Estación, una vía que nació a finales del siglo XIX para comunicar Allende con la estación de ferrocarril. Actualmente está en proceso de peatonalización.

- El Crucero: Urbanización residencial situada a 2 km del casco urbano.
- La Charca: El barrio de la Charca se sitúa al este de la ciudad y recientemente ha sufrido una transformación muy importante. En el barrio de La Charca se encuentra el parque más grande de la ciudad, el parque Alcalde Emiliano Bajo.
- Las Matillas: Se trata de un barrio situado al norte de la ciudad. Está separado del núcleo urbano por las instalaciones ferroviarias y por la carretera N-1 por lo que las comunicaciones con el mismo son problemáticas. El nombre de Matillas proviene de las pequeñas matas o arbustos que poblaban la zona.
- Miranda Sur: Es el último barrio en proyecto de la ciudad. Se extenderá desde el ensanche hasta el río Bayas. Su modelo será de tipo "ciudad jardín" con amplias calles y plazas. En él se ubicará el nuevo estadio de fútbol. En este barrio se prevé la construcción de unas 2.000 viviendas.[47]
- Los Ángeles: Barrio del tipo "ciudad jardín" que se inauguró en 1948 con el objetivo de albergar a los trabajadores de la empresa papelera FEFASA.
- Los Corrales: Este barrio se sitúa de camino al paraje de San Juan del Monte. En el pasado fue un barrio ganadero y agrícola, por ello su nombre. Junto al barrio está la pista de aeromodelismo y el vertedero municipal.

## Parques y Jardines

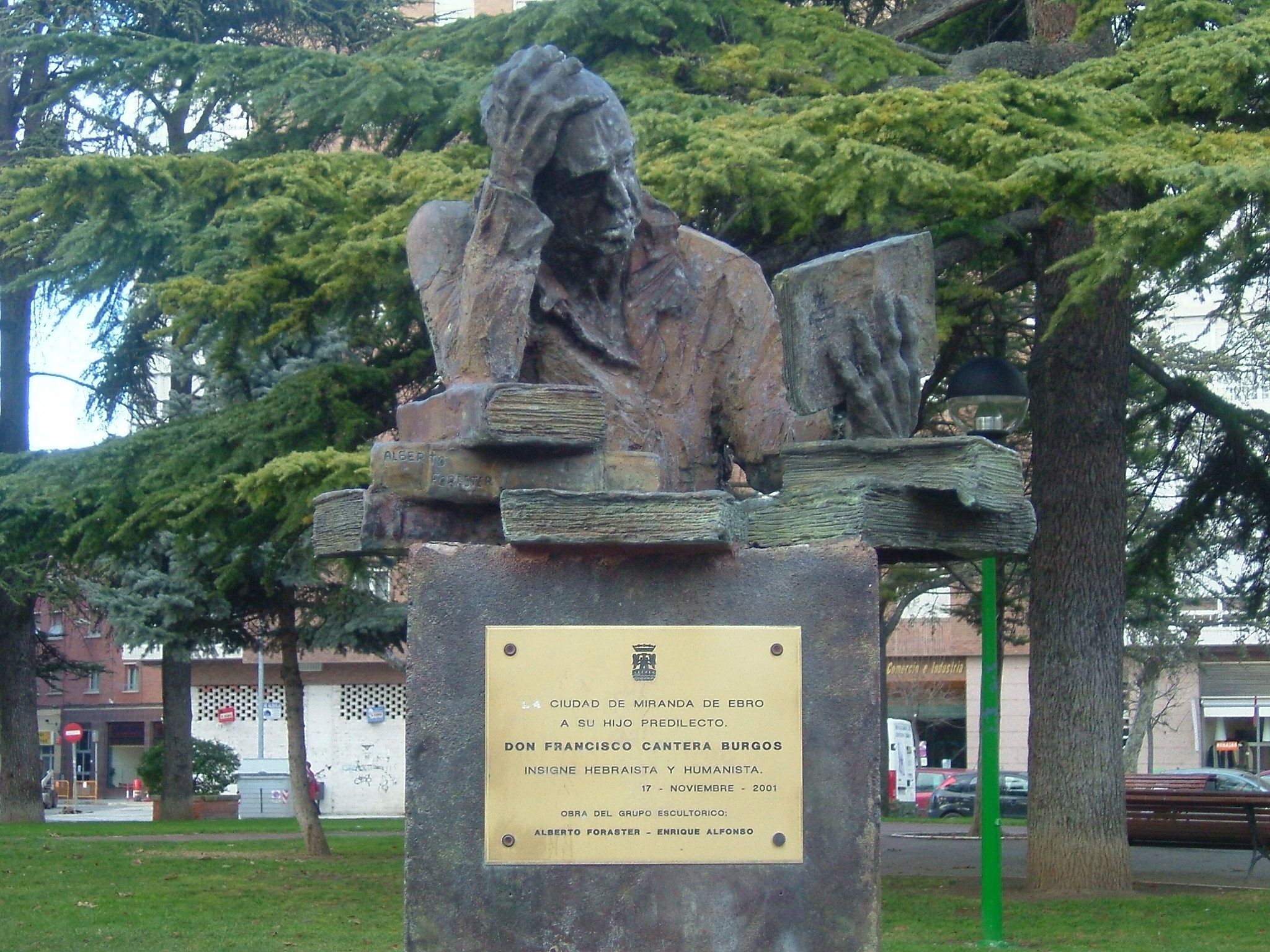
Monumento a Francisco Cantera en el Parque Antonio Machado.

El parque más céntrico de Miranda de Ebro es el Parque Antonio Machado que cuenta con una superficie de 12.500 metros cuadrados y fue inaugurado en 1915. Se trata de un parque que combina dos estilos muy diferentes; mientras que la cruz que forma en el centro, con sus bancos y anchos paseos, tiene que ver con el estilo francés, los cuatro parterres de las esquinas destacan por sus árboles de alto porte y la gran superficie de césped típicos de los parques ingleses. En 1927 se creó un quiosco en el centro del parque que tres años después se cubriría con una hermosa cúpula diseñada por Fermín Álamo. Además en este parque se encuentran los monumentos a La Banda de Música, a Francisco Cantera y al IX Centenario del Fuero de Miranda.
El Parque Antonio Cabezón se extiende por 18.000 metros cuadrados de pequeñas colinas repletas de césped. Se trata de una zona de esparcimiento que cobra especial vida en verano cuando los jóvenes charlan en la hierba o se proyectan películas al aire libre. Hasta mayo de 2007 el parque estaba presidido con una bella locomotora de carbón que fue trasladada a la avenida Ronda del Ferrocarril.
El Parque Alcalde Emiliano Bajo es el parque más extenso de la ciudad con una superficie cercana de 50.000 m²; de este espacio destaca la fuente ornamental y el monumento al centenario de la ciudad. Los Jardinillos y la Plaza de Cervantes conforman un céntrico eje de esparcimiento con pequeños parterres, jardineras y bancos. En un futuro próximo se creará un parque de 80.000 metros cuadrados en la ribera del río Bayas y un pequeño jardín frente a la iglesia de los Sagrados Corazones.
La ciudad cuenta además con un jardín botánico junto al antiguo convento de las Siervas de Jesús en el casco histórico. El Jardín Botánico de Miranda de Ebro se extiende en las terrazas de la ladera del cerro de La Picota en unos 2400 m² donde los visitantes además de disfrutar de un entorno fresco, tranquilo y con vistas de la ciudad, pueden aprender muchas cosas sobre las plantas. Este jardín botánico posee unas 700 especies distintas identificadas con su nombre común, científico, variedad, familia y origen.

## Puentes

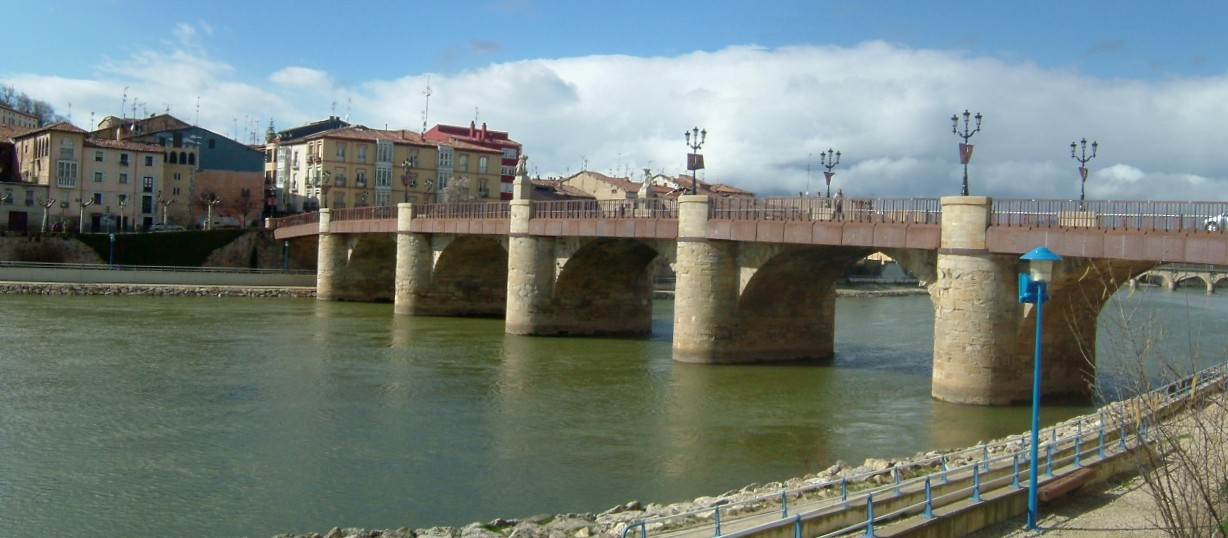
Puente de Carlos III sobre las aguas del río Ebro, construido en 1777. Imagen de 2007.

Cuatro son los puentes que atraviesan el río Ebro a su paso por Miranda de Ebro. Comenzando por el más antiguo encontramos el Puente de Carlos III, construido en 1777 como consecuencia de la destrucción del anterior puente medieval por culpa de una fuerte riada ocurrida dos años antes. Su diseño lo realizó el arquitecto Francisco Alejo de Aranguren. El puente consta de seis ojos de medio punto y en sus cinco pilas sobresalen tajamares para disminuir el impacto de las aguas. En el centro del puente se alzan dos leones esculpidos por el artista alavés Juan Antonio de Moraza en 1786. Uno de los leones sujeta el escudo real mientras que el otro sostiene el de la Ciudad. En 2006 fue rehabilitado.
Un siglo más tarde, a principios de la década de 1860, se construyeron dos nuevos puentes con un mismo objetivo: que el ferrocarril atravesase el Ebro. El primero de ellos fue el Puente del Inglés o Puente de Hierro, llamado así por la estructura metálica que lucía hasta 1987. Fue diseñado, al igual que la estación, por el ingeniero inglés Charles Vignoles y servía para que la línea que unía Bilbao con Tudela pudieses cruzar el río. A finales de 1980 la estructura metálica fue eliminada y sustituida por vigas de hormigón prefabricado. Actualmente presta su servicio al tráfico rodado y peatonal.
El otro viaducto es el Puente del Francés, diseñado por el ingeniero francés C. A. Letourneur. Se trata de un puente de piedra de sillería con repechos de mampostería. Consta de seis ojos de medio punto y fue construido para la Compañía de los Caminos de Hierro del Norte de España para la línea de Madrid a Irún. Actualmente sigue en servicio.
La necesidad de desviar el tráfico de la carretera N-1 que pasaba por el Puente Carlos III, obligó a que en 1953 se construyese un nuevo puente. El Puente de la Nacional I fue diseñado a imagen y semejanza de los puentes construidos por el ingeniero Eduardo Torroja. Salva el río con un elegante arco rebajado de 60 metros que se apoya en dos grandes pilas de hormigón armado.

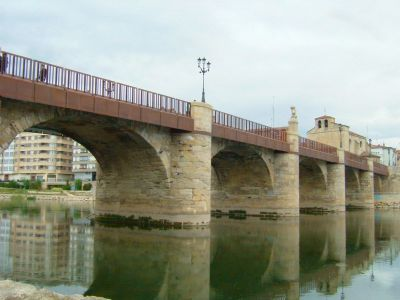
Puente Carlos III
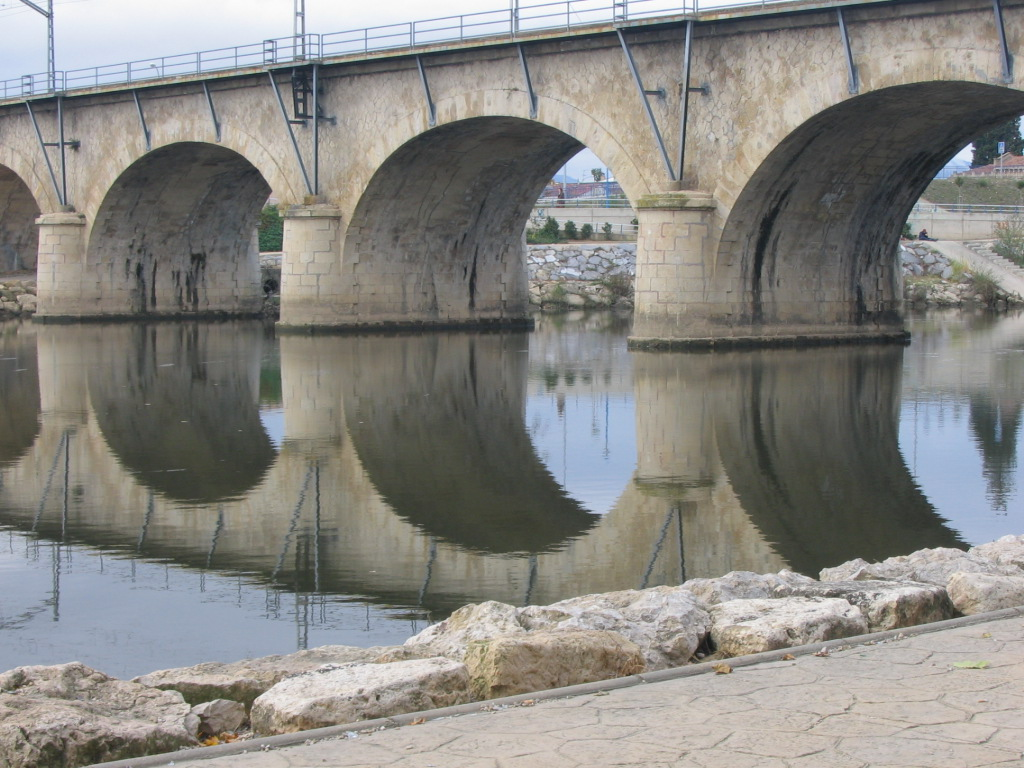
Puente del Francés
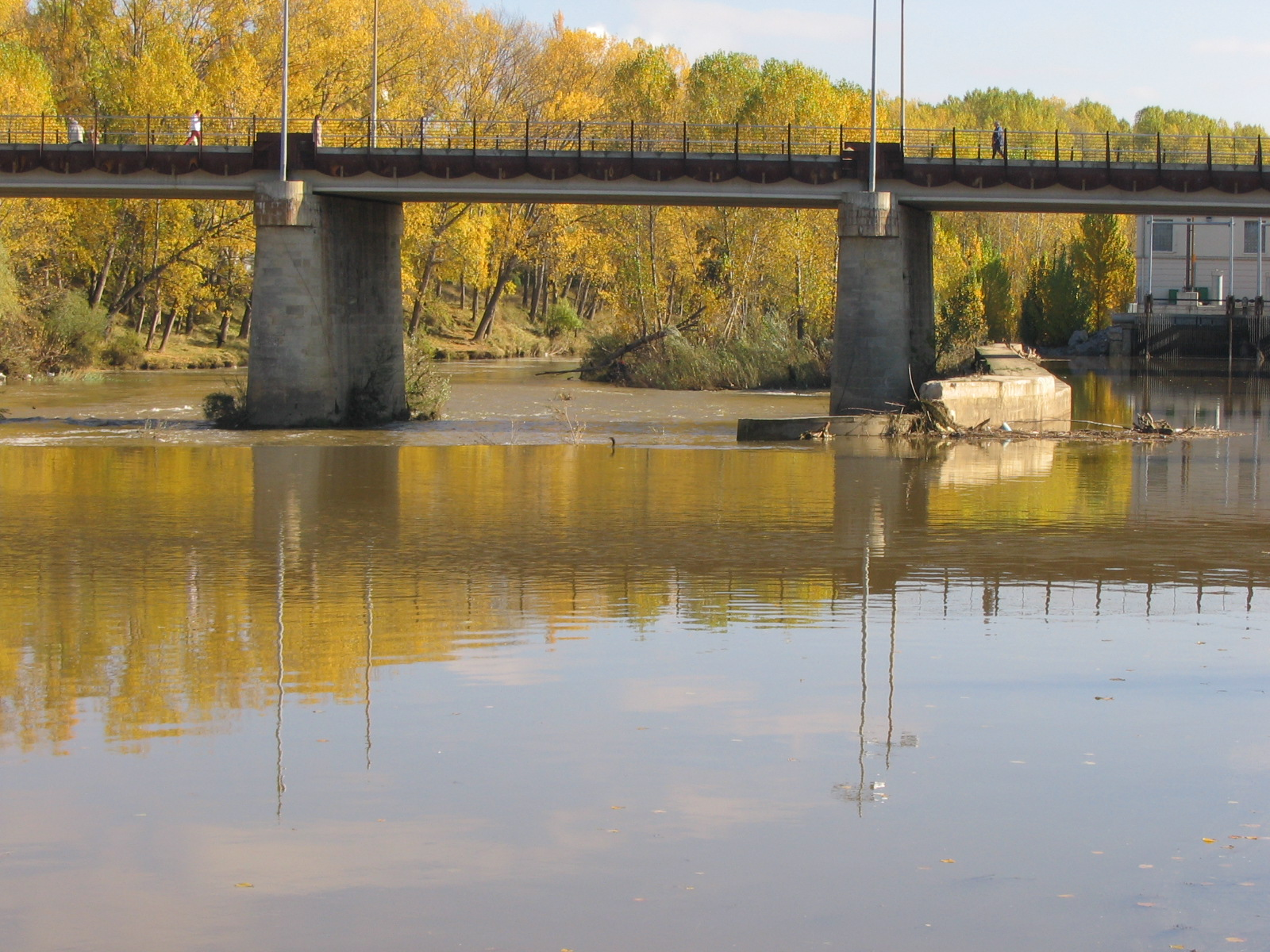
Puente de Hierro
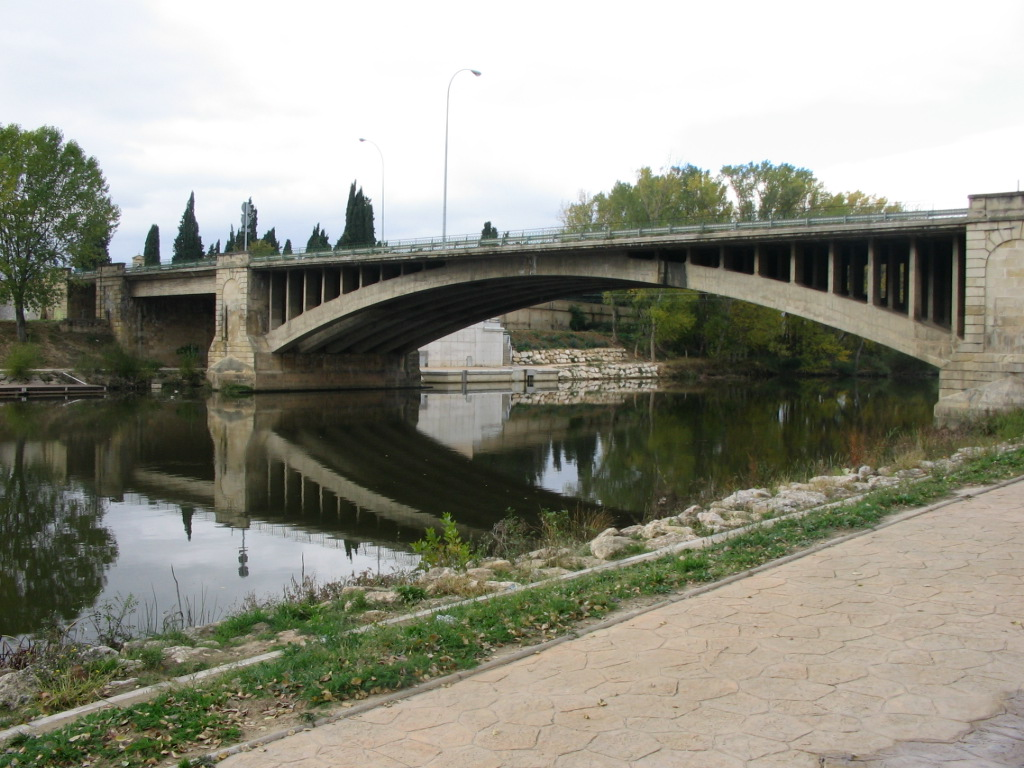
Puente de la Nacional I